# مايكل موكاسي
مايكل برنارد موكاسي (بالإنجليزية: Michael Mukasey)‏ (وينطق اسمه ميوكيزي أو ميوكايزي؛ ولد في 28 يوليو 1941)  هو محام وقاضي اتحادي سابق شغل منصب النائب العام الحادي والثمانين للولايات المتحدة. وقد عينه الرئيس جورج دبليو بوش بعد استقالة سلفه ألبرتو جونزاليس. كما خدم موكاسي أيضا لمدة 18 عاما كقاضي في المحكمة المحلية للمنطقة الجنوبية من نيويورك، زكان رئيس القضاة في ست من تلك السنوات. وهو حائز على العديد من الجوائز، أبرزها ميدالية ليرند هاند من مجلس المحامين الاتحادي. كان موكاسي ثاني نائب عام اليهودي في الولايات المتحدة.  موكاسي هو حاليا شريك في شركة القانون الدولية ديبيفواز أند بليمبتون. 

## روابط خارجية
- مايكل موكاسي على موقع الموسوعة البريطانية (الإنجليزية)
- مايكل موكاسي على موقع مونزينجر (الألمانية)
- مايكل موكاسي على موقع إن إن دي بي (الإنجليزية)